# Тыртышников, Андрей Владимирович
Андрей Владимирович Тыртышников (род. 4 августа 1980 года, Москва, РСФСР, СССР) — российский скульптор, академик Российской академии художеств (2013).

## Биография
Родился 4 августа 1980 года в Москве.
С 1998 года — член Московского Союза художников.
В 2004 году — окончил Московский художественный институт имени В. И. Сурикова, мастерская скульптуры профессора А. И. Рукавишникова, затем до 2006 года прошел курс обучения в Творческой мастерской скульптуры Российской академии художеств в Москве, руководитель — В. Е. Цигаль.
С 2004 по 2009 годы — старший преподаватель кафедры скульптуры Московского художественного института имени В. И. Сурикова.
С 2010 года — старший специалист-эксперт по культуре и коммуникациям представительства Россотрудничества в Париже.
В 2013 году — избран академиком Российской академии художеств от Отделения скульптуры.

## Творческая деятельность
Основные монументальные произведения: скульптурная композиция «Святой Георгий Победоносец» (2006, Якутск), памятник-бюст Е. А. Фурцевой (2007, Библиотека № 25 имени Е. А. Фурцевой, Москва), рельеф «История Древней Руси» (2007, Кайзерштайнбрух, Австрия), две декоративных скульптурных композиции для парка «Дубки» (2008, Москва) памятник-бюст генерала Шарля де Голля (2011, бронза, музей армии Французской Республики, Франция); бюст маршала Г. К. Жукова (2015 -Реймс, Франция; 2018, Ханты-Мансийск, Россия), памятник Русскому экспедиционному корпусу (руководитель авторского коллектива, 2016, Брест,Франция), памятник архитектору Ле Корбюзье (2015-Моска, Россия,2019 -Пуасси, Франиция), бюст бывшего председателя правительства и главы МИД РФ Евгения Примакова (1929—2015) (2019 г., Никосия, Кипр).
Основные станковые произведения: Знак «Гран-при» Госстроя России (2002, бронза), портреты — Уго Чавеса (2008, бронза, подарен от Московской Патриархии Президенту Венесуэлы), скульптурные композиции — «Мой дед» (2001, бронза), «Святой Георгий Победоносец» (2006, бронза), .

## Награды
- Золотая медаль Российской академии художеств (2001)
- Первая премия III Всероссийского конкурса имени П. М. Третьякова (2007)